# Syzeuctus fuscicornis
Syzeuctus fuscicornis là một loài tò vò trong họ Ichneumonidae.